# Sandu Ciorbă
Sandu Ciorbă, właściwie Alexandru Ciorbă – rumuński piosenkarz pochodzenia romskiego, wykonawca muzyki manele.

## Życiorys
Jest uznanym rumuńskim wykonawcą muzyki manele. W dorobku ma współpracę z takimi gwiazdami gatunku jak Nicolae Guță. W Polsce za sprawą serwisu YouTube znaczną popularność zyskały w 2013 jego parodystyczne teledyski, w tym między innymi Dalibomba, który w kilka tygodni od swojej internetowej premiery na YouTube uzyskał ponad 1,2 miliona odtworzeń. Jego piosenki zostały wykorzystane także w kilku filmach w tym między innymi Transylwania w reż. Tony’ego Gatlifa z 2006 oraz Charlie musi umrzeć w reż. Fredrika Bonda z 2013.

## Dyskografia
- King of Gipsy Music (Viper Productions, iTunes; 2015)[6]
- Fără adversari Vol.5 (z Nicolae Guță) (Viper Productions, iTunes; 2017)[7]
- Fără adversari Vol.4 (z Nicolae Guță), Viper Productions, iTunes; 2012)[8]
- Fără adversari Vol.3 (z Nicolae Guță), Viper Productions, iTunes; 2008)[9]
- Fără adversari Vol.2 (z Nicolae Guță), Viper Productions, iTunes; 2007)[10]